# Улица Архитектора Рочегова
У́лица Архите́ктора Рочего́ва — улица в центре Москвы в Красносельском районе от улицы Маши Порываевой до Орликова переулка.

## Происхождение названия
Улица получила название в сентябре 2018 года в честь советского и российского архитектора, президента Российской академии архитектуры и строительных наук Александра Григорьевича Рочегова (1917—1998), спроектировавшего находящийся рядом универмаг «Московский».

## Описание
Улица начинается от улицы Маши Порываевой между домами №№ 34 и 36, проходит на юго-восток до Орликова переулка.